# ワシリー・バジェーノフ
ワシリー・バジェーノフ（露: Василий Иванович Баженов, 1737年-1799年）は、ロシアの建築家。ロシア人建築家として、初めて世界的に建築家として知られた人物。
ロシアにクラシシズム様式を広めることに情熱を傾けていたが、その強烈な個性が災いして悲劇的な運命を辿った。立案したクレムリンの改築計画が実現しなかったことでモスクワの都市計画形成に多大な影響を及ぼしたとされる。
芸術アカデミー卒業後、パリに留学。後にはローマアカデミーに招聘され教授となる。その他。フィレンツェ、ボローニャのアカデミー会員でもあった。作品として未完のままのツァリーツィノ大宮殿が代表作。